# Архимандрит Лазар (Аџић)
Лазар (световно име Милко Аџић; Кокорина, код Гацка, 29. јул 1948 — Београд, 6. децембар 2000) био је православни архимандрит и игуман Манастира Острога.

## Биографија
Рођен је 29. јула 1948. године у Кокорини, селу близу Гацка, у угледној херцеговачкој породици, од оца Илије и мајке Јелице (рођ. Јањић). Завршио је Вишу туристичку школу 1970. године у Сарајеву, а након тога студирао је теологију.
Замонашен је 30. маја 1979. године у манастиру Хиландару, гдје је провео неколико година, а у чин јерођакона и јеромонаха рукоположен је у децембру 1980. године. Након повратка са Свете Горе боравио је у манастиру Пустињи код Ваљева, а један период се задржао и у манастиру Ћелије, гдје је сестрама био служашчи јеромонах.
Године 1984. одлучио је да дође у Црну Гору. У манастиру Острог је три године провео као чувар кивота Светог Василија. Након тога је по благослову владике Данила прешао у манастир Ћелија Пиперска, гдје је био свештенослужитељ. Након смрти игумана острошког Серафима 1991. године, Митрополит Амфилохије је оца Лазара поставио да буде игуман Острошке светиње.
Још од повратка из Хиландара здравље оца Лазара је било озбиљно нарушено, али га то није спријечило да 1994. године започне са градњом острошког Скита Јован До у Никшићу, који је завршен 2000. године. Само десет дана након што је обавио освећење главне цркве, друга служба у Храму је било његово опијело. Отац Лазар се упокојио 6. децембра 2000. године на Војномедицинској академији у Београду, гдје је био смјештен на лијечење од најтеже болести. Сахрањен је у Јован Долу у Никшићу.
Све поуке оца Лазара које је оставио на духовну корист вјерницима сабране су у књизи „Положи наду на Господа — Духовна поектика оца Лазара Острошког”. Аутор књиге је монахиња Јелена (Станишић) настојатељица манастира Ћелија Пиперска.